# Martin Russell
Martin Christopher Russell (* 27. dubna 1967, Dublin, Irsko) je bývalý irský fotbalista. V současnosti trénuje irský klub Limerick FC. V tomto klubu hraje také jeho syn Seán Russell.